# Jan VI (patriarcha Jerozolimy)
Jan VI – dwudziesty trzeci chalcedoński patriarcha Jerozolimy; sprawował urząd w latach 838–842.